# WFEA

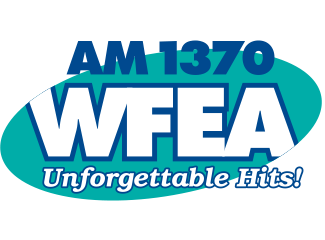
Historisches Logo von WFEA

WFEA ist eine Talkradio-Station in Manchester, New Hampshire. Sie sendet für das Merrimack Valley in der Metropolregion Greater Boston.  
Der Sender ging 1932 auf Sendung und gehört Saga Communications mittels seiner Manchester Radio Group. Parallel wird das Programm auch auf UKW auf 99,9 MHz durch den Umsetzer W260CF in Manchester übertragen.

## Programm
WFEA möchte nach eigenen Angaben seine Hörer „bilden und unterhalten“. Das Programm besteht aus einer Mischung von regionalen und US-weiten konservativen Talkshows. Unter der Woche werden die Sendungen u. a. von Doug Stephan, Tallman Ruhm, Thomas Brueckner, Laura Ingraham, Clark Howard und Mark Levin übertragen. Am Wochenende werden die Sendungen von Peter Greenberg, Kim Komando u. a. ausgestrahlt.
Die Nachrichten werden von CBS Radio News übernommen.

## Black Knox Sendeturm
Beim Sendemast von WFEA handelt es sich um einen 1931 erbauten Blaw Knox Sendeturm, wie er bei vielen Sendern in den USA verbreitet war. Der Sender und der dazugehörige Sendeturm befinden sich in Merrimack, wo sich früher auch die Sendestudios von WFEA befanden. Bei dem Bauwerk handelt es sich um eine kleinere Ausführung des Blaw Knox Towers von WLW Cincinnati, Ohio. WFEA sendet Tag und Nacht mit Richtantennen für ein definiertes Empfangsgebiet.